# IC 872
IC 872 је спирална галаксија у сазвјежђу Дјевица која се налази на листи објеката дубоког неба у Индекс каталогу.
Деклинација објекта је + 6° 20' 10" а ректасцензија 13h 18m 18,6s. Привидна величина (магнитуда) објекта IC 872 износи 14,4 а фотографска магнитуда 15,2. IC 872 је још познат и под ознакама UGC 8361, CGCG 44-60, IRAS 13157+0635, PGC 46342.